# Wang Yue (Biathletin)
Wang Yue (* 9. April 1991) ist eine chinesische Biathletin.

## Karriere
Wang Yue bestritt 2007 ihre ersten Rennen im Europacup der Juniorinnen. Nach sechs 2007 Rennen in Europa bestrittenen Rennen dauerte es bis 2010, dass sie – nun bei den Frauen startend – wieder im IBU-Cup zum Einsatz kam. In Beitostølen wurde sie 64. eines Sprints. Erste Punkte gewann sie als 32. eines Sprints in Martell. Anfang des Jahres 2011 debütierte die Chinesin in Oberhof im Biathlon-Weltcup und wurde 70. im Sprint und 15. mit der Staffel. Der 70. Rang ist ihr bislang bestes Weltcup-Resultat. Höhepunkt der Saison wurden die Biathlon-Weltmeisterschaften 2011 in Chanty-Mansijsk. Wang Yue wurde 84. des Einzels, 81. des Sprints und mit Tang Jialin, Wang Chunli und Xu Yinghui 17. mit der Staffel.

## Biathlon-Weltcup-Platzierungen
Die Tabelle zeigt alle Platzierungen (je nach Austragungsjahr einschließlich Olympische Spiele und Weltmeisterschaften).
- 1.–3. Platz: Anzahl der Podiumsplatzierungen
- Top 10: Anzahl der Platzierungen unter den ersten zehn (einschließlich Podium)
- Punkteränge: Anzahl der Platzierungen innerhalb der Punkteränge (einschließlich Podium und Top 10)
- Starts: Anzahl gelaufener Rennen in der jeweiligen Disziplin
- Staffel: inklusive Mixed- und Single-Mixed-Staffeln

| Platzierung         | Einzel | Sprint | Verfolgung | Massenstart | Staffel | Gesamt |
| ------------------- | ------ | ------ | ---------- | ----------- | ------- | ------ |
| 1. Platz            |        |        |            |             |         |        |
| 2. Platz            |        |        |            |             |         |        |
| 3. Platz            |        |        |            |             |         |        |
| Top 10              |        |        |            |             |         |        |
| Punkteränge         |        | 1      |            |             | 8       | 9      |
| Starts              | 5      | 7      | 1          |             | 8       | 21     |
| Stand: Karriereende |        |        |            |             |         |        |